# Fettgebackenes

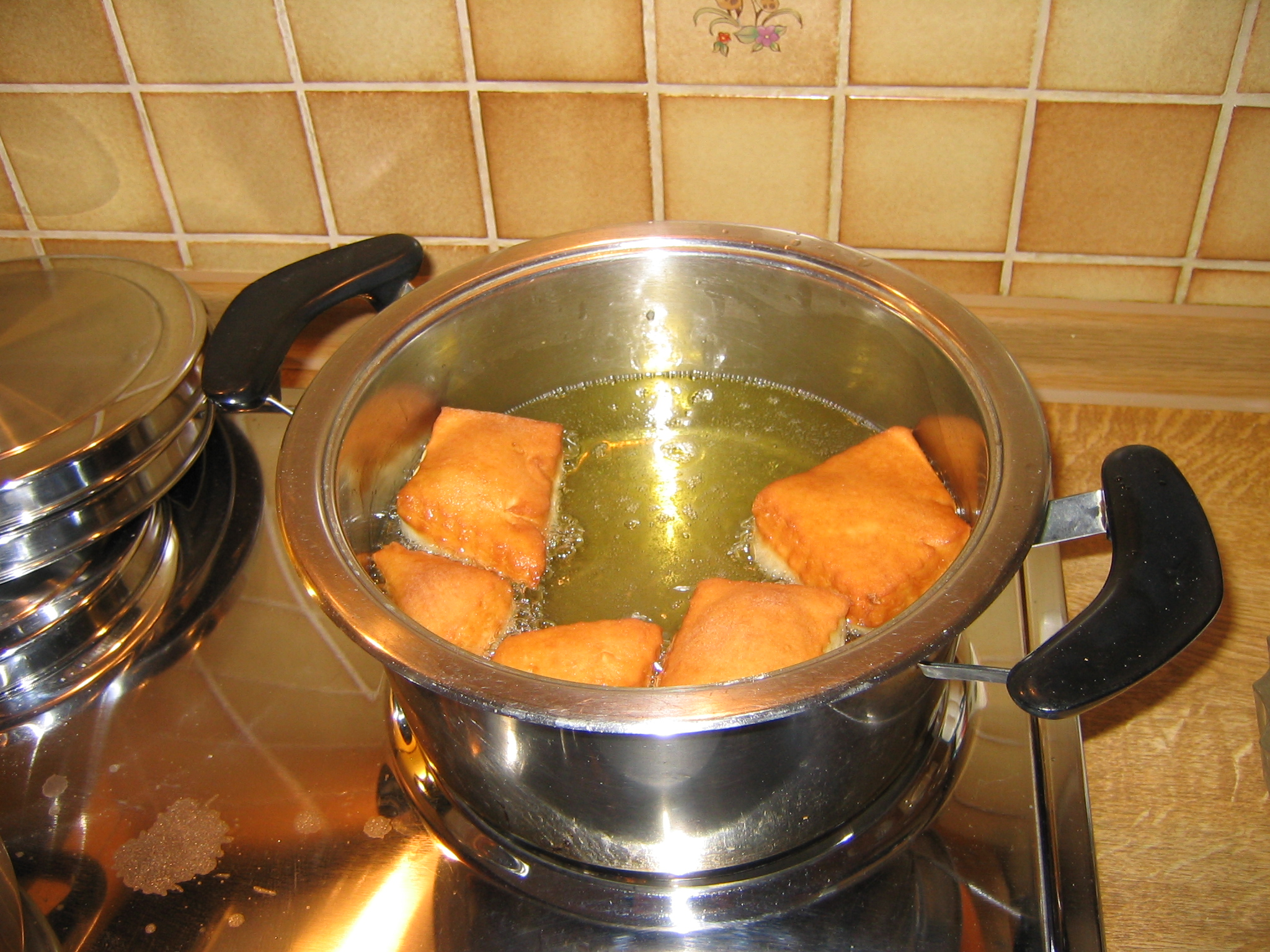
Ausbacken von Fasnetküchle

Fettgebackenes ist ein Sammelbegriff für in Speisefett oder -öl frittierte Lebensmittel wie Siedegebäck.
Typische Beispiele sind Hefekrapfen oder Beignets, Berliner Pfannkuchen, Strauben, Apfelküchle, Pommes frites, Kartoffelchips, Frühlingsrollen, Churros, Lokma oder Tschebureki.

## Weblink
- Internationale Varietäten von Fettgebackenem (englisch)